# Borkovany
Borkovany é uma vila situada no distrito de Břeclav, Morávia do Sul, República Checa. Possui 759 habitantes (2008).

## Informações Externas
- (em checo) / Site oficial

## Referência
1. ↑  "Vybrané statistické údaje za obec" (em checo) Escritório Estatístico Checo - 2 de Julho de 2009